# Skolforskningsinstitutet
Skolforskningsinstitutet (engelska: Swedish Institute for Educational Research) inrättades 2015 och är en myndighet under Utbildningsdepartementet. Skolforskningsinstitutet ska bidra till att de verksamma  inom skolväsendet ges goda förutsättningar att planera, genomföra och utvärdera undervisningen med stöd av vetenskapligt underbyggda metoder och arbetssätt. Myndigheten ska bidra till goda förutsättningar för barns och elevers utveckling och lärande och till förbättrade kunskapsresultat  för elever.
Skolforskningsinstitutet verkar för att undervisningen i förskolan och skolan bedrivs på vetenskaplig grund, och gör det genom att sammanställa forskningsresultat och fördela forskningsbidrag för praktiknära forskning.  

## Skolforskningsinstitutets uppdrag
Skolforskningsinstitutets huvuduppgift är att göra systematiska översikter av praktiknära forskning om förskola, skola och vuxenutbildning. Det innebär att  med utgångspunkt i existerande forskning sammanfatta bästa tillgängliga kunskap inom ett visst område, eller för en viss fråga. Beträffande redan existerande systematiska översikter ska Skolforskningsinstitutet göra kvalitets- och relevansprövning.
Skolforskningsinstitutet fördelar medel för praktiknära forskning enligt samma vetenskapliga kvalitet som tillämpas av forskningsråden.

## Organisation
Skolforskningsinstitutet leds av en direktör. Vid institutet finns de två beslutande organen Skolforskningsnämnden och ett vetenskapligt råd, vars ledamöter utses av regeringen. Skolforskningsnämnden beslutar om vilka systematiska sammanställningar ska genomföras, samt beslutar om inriktning på de årliga utlysningarna av forskningsbidrag. Det vetenskapliga rådet ska bistå institutet samt besluta om fördelning av forskningsbidrag. 